# 7336 Saunders
7336 Saunders è un asteroide near-Earth. Scoperto nel 1989, presenta un'orbita caratterizzata da un semiasse maggiore pari a 2,3064776 UA e da un'eccentricità di 0,4790964, inclinata di 7,16708° rispetto all'eclittica.